# Список вищого генералітету збройних сил США за званнями
Список вищого генералітету збройних сил США за званнями — усталений список усього найвищого керівного складу збройних сил Сполучених Штатів Америки за військовими званнями, з моменту заснування держави до теперішнього часу.

## Генерали армій США
| # | Військове звання  | Фото | Ім'я (роки життя)                                  | Військова біографія | Дата присвоєння звання |
| - | ----------------- | ---- | -------------------------------------------------- | --- | ---------------------- |
| 1 | генерал армій США |      | Джордж Вашингтон (22 лютого 1732 — 14 грудня 1799) | Американський державний діяч, перший президент Сполучених Штатів (1789—1797), батько-засновник США, головнокомандувач Континентальної армії, учасник франко-індіанської та війни за незалежність Північно-Американських штатів, творець американського інституту президентства. Також брав участь у квазівійні між США та Францією в 1798—1800 роках | 4 липня 1976           |
| 2 | генерал армій США |      | Джон Першинг (13 вересня 1860 — 15 липня 1948)     | американський воєначальник, генерал американської армії, учасник Індіанських, іспансько-американської, філіппінсько-американської війн, а також Мексиканської експедиції з метою проведення каральної операції проти нерегулярних військ повстанців Панчо Вілья. Верховний головнокомандувач об'єднаними силами США під час Першої світової війни в Європі. Єдиний, хто за життя здобув вище персональне військове звання в армії США — генерал армій Сполучених Штатів | 3 вересня 1919         |

## Адмірали флоту США
| # | Військове звання | Фото | Ім'я (роки життя)                            | Військова біографія | Дата присвоєння звання |
| - | ---------------- | ---- | -------------------------------------------- | --- | ---------------------- |
| 3 | адмірал ВМС      |      | Джордж Д'юї (26 грудня 1837 — 16 січня 1917) | американський флотоводець, адмірал американського флоту, учасник іспансько-американської війни, який за перемогу в битві в Манільскій бухті був єдиним, кому присвоєне вище персональне військове звання у ВМС США — адмірал флоту Сполучених Штатів | 2 березня 1899         |

## Генерали армії США, адмірали флоту, генерали ПС (5-ти зіркові генерали та адмірали)
| #  | Військове звання                         | Фото | Ім'я (роки життя)                                   | Військова біографія | Дата присвоєння звання       |
| -- | ---------------------------------------- | ---- | --------------------------------------------------- | --- | ---------------------------- |
| 4  | адмірал флоту                            |      | Вільям Легі (6 травня 1875 — 20 липня 1959)         | американський флотоводець, адмірал американського флоту, учасник іспансько-американської війни, Боксерського повстання, греко-турецької війни, а також окупації Нікарагуа. Служив також під час Першої світової війни. Керівник військово-морськими операціями з 1937 по 1939 року. За часів Другої світової війни радник Президента США Рузвельта       | 15 грудня 1944               |
| 5  | генерал армії США                        |      | Джордж Маршалл (31 грудня 1880 — 16 жовтня 1959)    | американський політичний та військовий діяч, генерал армії США, начальник штабу Армії США (1939—1945), державний секретар (1947—1949) і міністр оборони США (1950—1951), ініціатор плану Маршалла, лауреат Нобелівської премії миру 1953. Учасник філіппінсько-американської, Першої світової, Громадянської війни в Китаї, а також Другої світової війн | 16 грудня 1944               |
| 6  | адмірал флоту                            |      | Ернест Кінг (23 листопада 1878 — 25 червня 1956)    | американський флотоводець, адмірал Військово-морських сил США, учасник іспансько-американської війни, Мексиканської революції, зокрема брав участь в окупації Веракруса, бився в Першій та Другій світових війнах | 17 грудня 1944               |
| 7  | генерал армії США                        |      | Дуглас Макартур (26 січня 1880 — 5 квітня 1964)     | американський воєначальник, генерал армії США, брав участь в окупації Веракруса, командувач дивізії в Першу світову війну, начальник штабу армії США (1930—1935), головнокомандувач більшої частини союзних військ на Тихоокеанському театрі воєнних дій під час Другої світової війни і всіх збройних сил США під час війни в Кореї                     | 18 грудня 1944               |
| 8  | адмірал флоту                            |      | Честер Німіц (24 лютого 1885 — 20 лютого 1966)      | американський флотоводець, адмірал Військово-морських сил США, головнокомандувач тихоокеанського флоту США під час Другої світової війни | 19 грудня 1944               |
| 9  | генерал армії США                        |      | Дуайт Ейзенхауер (14 жовтня 1890 — 28 березня 1969) | американський воєначальник, генерал армії США, військовий і державний діяч, 34-й Президент США, один з головних американських воєначальників Другої світової війни, головнокомандувач сил Антигітлерівської коаліції в Європі. У 1951-ому став першим головнокомандувачем НАТО. Учасник Першої та Другої світових воєн                                   | 20 грудня 1944               |
| 10 | генерал армії США генерал Повітряних сил |      | Генрі Арнольд (25 червня 1886 — 15 січня 1950)      | американський воєначальник, єдиний в історії генерал армії США та генерал ПС, командувач авіаційним корпусом армії (1938—1941), Повітряними силами армії США (1941—1946) та засновник Повітряних сил США, один з головних американських воєначальників Другої світової війни                                                                             | 21 грудня 1944 7 травня 1945 |
| 11 | адмірал флоту                            |      | Вільям Голсі (30 жовтня 1882 — 16 серпня 1959)      | американський воєначальник, флотоводець, адмірал Військово-морських сил США, командувач 3-го флоту США під час Другої світової війни | 11 грудня 1945               |
| 12 | генерал армії США                        |      | Омар Бредлі (12 лютого 1893 — 8 квітня 1981)        | американський воєначальник, генерал армії США, один з головних командирів армії США в Північній Африці і Європі за часів Другої світової війни. Начальник штабу Армії США (1948—1949); перший Голова Об'єднаного комітету начальників штабів США (1949—1953). Останній в історії американський воєначальник, що отримав звання 5-ти зіркового генерала   | 20 вересня 1950              |

## Генерали й адмірали США (4-х зіркові генерали та адмірали)
| #  | Військове звання  | Фото | Ім'я (роки життя)                                    | Військова біографія | Дата присвоєння звання |
| -- | ----------------- | ---- | ---------------------------------------------------- | --- | ---------------------- |
| 13 | адмірал США       |      | Девід Фаррагут (5 липня 1801 — 14 серпня 1870)       | американський воєначальник, флотоводець, адмірал Військово-морських сил США. Учасник англо-американської, Американо-мексиканської та Громадянської війни у США. Перший в історії американського флоту контрадмірал, віце-адмірал та адмірал ВМС | 25 липня 1866          |
| 14 | генерал армії США |      | Улісс Грант (27 квітня 1822 — 23 липня 1885)         | американський політичний і військовий діяч, генерал армії США, полководець військ Півночі в роки Громадянської війни в США, 18-й Президент США. Головнокомандувач армії США (1864—1869). Учасник Американо-мексиканської та Громадянської війн  | 25 липня 1866          |
| 15 | генерал армії США |      | Вільям Шерман (8 лютого 1820 — 14 лютого 1891)       | американський воєначальник, генерал армії США, полководець військ Півночі в роки Громадянської війни в США. Головнокомандувач армії США (1869—1883). Учасник Американо-мексиканської, Індіанських та Громадянської війн                         | 4 березня 1869         |
| 16 | адмірал США       |      | Девід Діксон Портер (8 червня 1813 — 13 лютого 1891) | американський воєначальник, флотоводець, адмірал Військово-морських сил США. Учасник Американо-мексиканської та Громадянської війни в США | 17 жовтня 1870         |
| 17 | генерал армії США |      | Філіп Шерідан (6 березня 1831 — 5 серпня 1888)       | американський воєначальник, генерал армії США. Головнокомандувач армії США (1883—1888). Учасник Індіанських та Громадянської війн | 1 червня 1888          |

## Генерал-лейтенанти США (3-х зіркові генерали)
| #  | Військове звання               | Фото | Ім'я (роки життя)                                           | Військова біографія | Дата присвоєння звання |
| -- | ------------------------------ | ---- | ----------------------------------------------------------- | --- | ---------------------- |
| 18 | генерал-лейтенант (тимчасовий) |      | Вінфілд Скотт (13 червня 1786 — 29 травня 1866)             | американський воєначальник, генерал-лейтенант (тимчасовий) армії США, дипломат і кандидат у президенти від Партії вігів. Головнокомандувач армії США (1841—1861). Брав участь у Наполеонівських, Американо-мексиканській війнах, війні Чорного Яструба, Семінольських і Громадянській війні, відомий своєю стратегією «Анаконда», яка допомогла завдати поразку Конфедерації | 1855                   |
| 19 | генерал-лейтенант              |      | Джон Макаллістер Скофілд (29 вересня 1831 — 4 березня 1906) | американський воєначальник, генерал-лейтенант армії США. Військовий міністр США (1868—1869), головнокомандувач армії США (1888—1895). Учасник Індіанських та Громадянської війн | 1895                   |
| 20 | генерал-лейтенант              |      | Нельсон Майлз (8 серпня 1839 — 15 травня 1925)              | американський воєначальник, генерал-лейтенант армії США. Головнокомандувач армії США (1895—1903). Учасник Індіанських, Громадянської та іспансько-американської війн. Військовий губернатор Пуерто-Рико (1898) | 1900                   |